# چچم شکننده
چچم شکننده، چچم سخت (نام علمی: Lolium rigidum) نام یک گونه از سرده چچم است.